# Proterebia keymaea
Proterebia keymaea är en fjärilsart som beskrevs av Leo Andrejewitsch Sheljuzhko 1929. Proterebia keymaea ingår i släktet Proterebia och familjen praktfjärilar. Inga underarter finns listade i Catalogue of Life.